# Fiume Brenta dal confine trentino a Cismon del Grappa
Fiume Brenta dal confine trentino a Cismon del Grappa este o arie protejată (arie specială de conservare — SAC, sit de importanță comunitară — SCI) din Italia întinsă pe o suprafață de 1.680 ha, integral pe uscat.

## Localizare
Centrul sitului Fiume Brenta dal confine trentino a Cismon del Grappa este situat la coordonatele 45°52′39″N 11°39′18″E / 45.8775°N 11.655°E.

## Înființare
Situl Fiume Brenta dal confine trentino a Cismon del Grappa a fost declarat sit de importanță comunitară în septembrie 1995 pentru a proteja 37 de specii de animale. Situl a fost protejat și ca arie specială de conservare în iulie 2018.

## Biodiversitate
Situată în ecoregiunea alpină, aria protejată conține 13 habitate naturale: Cursuri de apă de la nivel de câmpie la nivel montan, cu vegetație Ranunculion fluitantis și Callitricho-Batrachion, Râuri de munte și vegetația erbacee de pe malurile acestora, Pante stâncoase calcaroase cu vegetație casmofită, Păduri ilirice de Fagus sylvatica (Aremonio-Fagion), Păduri de Castanea sativa, Peșteri inaccesibile publicului, Liziere de ierburi înalte hidrofile de câmpie și de nivel montan până la alpin, Pajiști uscate seminaturale și facies de acoperire cu tufișuri pe substraturi calcaroase (Festuco-Brometalia) (* situri importante pentru orhidee), Păduri aluvionare cu Alnus glutinosa și Fraxinus excelsior (Alno-Padion, Alnion incanae, Salicion albae), Păduri de fag din Europa Centrală dezvoltate pe sol calcaros cu Cephalanthero-Fagion, Galerii de Salix alba și de Populus alba, Păduri pe pante, grohotișuri și ravene de Tilio-Acerion, Râuri de munte și vegetația lor lemnoasă cu Salix elaeagnos.
La baza desemnării sitului se află mai multe specii protejate:
- păsări (28): uliu porumbar (Accipiter gentilis), uliu păsărar (Accipiter nisus), fluierar de munte (Actitis hypoleucos), minunița (Aegolius funereus), pescăruș albastru (Alcedo atthis), acvilă de munte (Aquila chrysaetos), stârc cenușiu (Ardea cinerea), cocoșul de mesteacăn (Bonasa bonasia), buha (Bubo bubo), caprimulg (Caprimulgus europaeus), mierla de apă (Cinclus cinclus), ciocănitoare neagră (Dryocopus martius), șoim călător (Falco peregrinus), muscar-gulerat (Ficedula albicollis), găinușă de baltă (Gallinula chloropus), ciuvică (Glaucidium passerinum), stârc pitic (Ixobrychus minutus), sfrâncioc roșiatic (Lanius collurio), sfrânciocul cu frunte neagră (Lanius minor), gaia neagră (Milvus migrans), mierlă albastră (Monticola solitarius), codobatură galbenă (Motacilla alba), codobatură de munte (Motacilla cinerea), stârc de noapte (Nycticorax nycticorax), viespar (Pernis apivorus), ciocănitoare verzuie (Picus canus),  cocoș de munte (Tetrao urogallus), fluturașul de stâncă (Tichodroma muraria)
- amfibieni (2): izvoraș-cu-burta-galbenă (Bombina variegata), Triturus carnifex
- nevertebrate (2): Austropotamobius pallipes, rădașcă (Lucanus cervus)
- pești (5): Barbus caninus, Barbus plebejus, zglăvoacă (Cottus gobio), Lethenteron zanandreai, Salmo marmoratus

Pe lângă speciile protejate, pe teritoriul sitului au mai fost identificate 4 specii de plante, 4 specii de amfibieni, 6 specii de mamifere, 2 specii de pești, 6 specii de reptile.